# 教戰手冊
教戰手冊，原意是來自中華民國國軍「國軍教戰總則」的衍伸，其實就是準則、說明手冊的相近意義。
由於立國後維持至少半世紀的大小動亂與國內外戰役，以及實施義務兵役的關係，熟稔該詞彙的民眾大有人在。也因此常常被使用，但近年來由於改革開放，海峽兩岸也為了避免爭議，已經日漸避免使用該詞彙。

## 文獻
- 國軍教戰總則 （页面存档备份，存于） 《中華百科全書》中國文化大學版權所有 資訊中心製作